# Міямура Мікі
Міямура Мікі (нар. 4 листопада 1985) — колишня японська тенісистка.
Найвищу одиночну позицію світового рейтингу — 310 місце досягла 21 квітня 2014, парну — 110 місце — 21 жовтня 2013 року.
Здобула 4 одиночні та 20 парних титулів туру ITF.

## Фінали ITF

### Одиночний розряд: 7 (4–3)
| Легенда          |
| ---------------- |
| турніри $100,000 |
| турніри $75,000  |
| турніри $50,000  |
| турніри $25,000  |
| турніри $10,000  |

| Фінали за покриттям |
| ------------------- |
| Тверде (3–1)        |
| Ґрунт (1–2)         |
| Трава (0–0)         |
| Килим (0–0)         |

| Результат | Ранг | Дата     | Рівень | Турнір                        | Покриття   | Суперниця         | Рахунок          |
| --------- | ---- | -------- | ------ | ----------------------------- | ---------- | ----------------- | ---------------- |
| Поразка   | 1.   | Кві 2006 | 10,000 | ITF Ченнаї, Індія             | Ґрунт      | Нудніда Луангам   | 3–6, 0–6         |
| Поразка   | 2.   | Сер 2006 | 10,000 | ITF Токіо, Японія             | Тверде     | Хісамі Канае      | 4–6, 2–6         |
| Поразка   | 3.   | Тра 2008 | 10,000 | ITF Thiruvananthapuram, Індія | Ґрунт      | Іша Лахані        | 7–6(2), 2–6, 4–6 |
| Перемога  | 1.   | Чер 2008 | 10,000 | ITF Сутама, Японія            | Ґрунт      | Макі Арай         | 6–3, 6–3         |
| Перемога  | 2.   | Жов 2009 | 10,000 | ITF Пуне, Індія               | Тверде     | Елоді Роґґ-Дітріх | 6–3, 6–3         |
| Перемога  | 3.   | Бер 2015 | 10,000 | ITF Kōfu, Японія              | Тверде     | Айко Йосітомі     | 6–4, 6–2         |
| Перемога  | 4.   | Вер 2016 | 10,000 | ITF Кіото, Японія             | Тверде (i) | Харуна Аракава    | 6–1, 6–4         |

### Парний розряд: 28 (20–18)
| Легенда          |
| ---------------- |
| турніри $100,000 |
| турніри $75,000  |
| турніри $50,000  |
| турніри $25,000  |
| турніри $15,000  |
| турніри $10,000  |

| Фінали за покриттям |
| ------------------- |
| Тверде (13–8)       |
| Ґрунт (3–2)         |
| Трава (2–3)         |
| Килим (2–5)         |

| Результат | Ранг | Дата              | Рівень   | Турнір                      | Покриття   | Партнерка           | Суперниці                             | Рахунок             |
| --------- | ---- | ----------------- | -------- | --------------------------- | ---------- | ------------------- | ------------------------------------- | ------------------- |
| Перемога  | 1.   | 28 серпня 2006    | 10,000   | ITF Сайтама, Японія         | Тверде     | Cho Eun-hye         | Рейна Ісіхара Кана Окава              | 6–1, 1–6, 7–6(6)    |
| Перемога  | 2.   | 31 березня 2008   | 10,000   | ITF Обрегон, Мексика        | Тверде     | Енн Єлсі            | Ана Клара Дуарте Фернанда Ерменежилду | 6–0, 6–1            |
| Перемога  | 3.   | 5 травня 2008     | 10,000   | ITF Тируванантапурам, Індія | Ґрунт      | Ю Мін Хва           | Магда Окруашвілі Пуджашрі Венкатеша   | 7–6(6), 6–2         |
| Перемога  | 4.   | 9 червня 2008     | 10,000   | ITF Токіо, Японія           | Тверде     | Като Мая            | Лю Ваньтін Чжао Їцзін                 | 6–4, 6–2            |
| Поразка   | 1.   | 28 липня 2008     | 25,000   | ITF Обіхіро, Японія         | Килим      | Такаґісі Томойо     | Танака Марі Хісамацу Сіхо             | 4–6, 2–6            |
| Поразка   | 2.   | 13 жовтня 2008    | 25,000   | ITF Маунт-Гамбір, Австралія | Тверде     | Сема Юріка          | Наталі Грандін Робін Стівенсон        | 4–6, 2–6            |
| Поразка   | 3.   | 23 березня 2009   | 10,000   | ITF Kōfu, Японія            | Тверде     | Арай Макі           | Аояма Сюко Іноуе Акарі                | 5–7, 6–3, [8–10]    |
| Перемога  | 5.   | 14 вересня 2009   | 10,000   | ITF Нью-Делі, Індія         | Тверде     | Каватоко Мое        | Чхе Кйон І Shin Jung-yoon             | 2–6, 6–2, [10–6]    |
| Перемога  | 6.   | 21 вересня 2009   | 10,000   | ITF Деградун, Індія         | Тверде     | Каватоко Мое        | Керен Шломо Пуджашрі Венкатеша        | 6–1, 6–3            |
| Перемога  | 7.   | 5 жовтня 2009     | 10,000   | ITF Нойда, Індія            | Тверде     | Каватоко Мое        | Санаа Бгамбрі Пуджашрі Венкатеша      | 6–1, 4–6, [10–5]    |
| Перемога  | 8.   | 12 жовтня 2009    | 10,000   | ITF Пуне, Індія             | Тверде     | Каватоко Мое        | Санаа Бгамбрі Рушмі Чакравартхі       | 6–0, 6–3            |
| Перемога  | 9.   | 19 квітня 2010    | 10,000   | ITF Mie, Японія             | Килим      | Косіро Юріна        | Міябі Іноуе Айко Йосітомі             | 6–4, 7–6(7)         |
| Перемога  | 10.  | 26 квітня 2010    | 25,000   | ITF Іпсвіч, Австралія       | Ґрунт      | Каватоко Мое        | Ізабелла Голланд Саллі Пірс           | 6–4, 4–6, [10–5]    |
| Поразка   | 4.   | 2 серпня 2010     | 10,000   | ITF Ніїґата, Японія         | Килим      | Ока Аюмі            | Іноуе Акарі Котомі Такахата           | 1–6, 4–6            |
| Поразка   | 5.   | 17 січня 2011     | 25,000   | ITF Музаффарнагар, Індія    | Трава      | Танака Марі         | Рушмі Чакравартхі Пуджашрі Венкатеша  | 6–3, 4–6, [12–14]   |
| Поразка   | 6.   | 28 березня 2011   | 25,000   | ITF Іпсвіч, Австралія       | Ґрунт      | Танака Марі         | Кейсі Деллаква Олівія Роговська       | 4–6, 4–6            |
| Перемога  | 11.  | 20 червня 2011    | 10,000   | ITF Таракан, Індонезія      | Тверде (i) | Каватоко Мое        | Джессі Ромп'єс Ґрейс Сарі Айсідора    | 6–2, 7–5            |
| Поразка   | 7.   | 16 липня 2012     | 25,000   | ITF Гранбі, Канада          | Тверде     | Аояма Сюко          | Шерон Фічмен Марі-Ев Пеллетьє         | 6–4, 5–7, [4–10]    |
| Поразка   | 8.   | 6 серпня 2012     | 50,000   | ITF Бронкс, США             | Тверде     | Ходзумі Ері         | Аояма Сюко Еріка Сема                 | 4–6, 6–7(4)         |
| Поразка   | 9.   | 3 вересня 2012    | 25,000   | ITF Ното, Японія            | Трава      | Танака Марі         | Куміко Їдзіма Акіко Йонемура          | 1–6, 6–4, [5–10]    |
| Перемога  | 12.  | 22 жовтня 2012    | 25,000   | ITF Хамамацу, Японія        | Трава      | Аояма Сюко          | Монік Адамчак Алекса Ґлетч            | 3–6, 6–4, [10–6]    |
| Поразка   | 10.  | 19 листопада 2012 | 75,000+H | ITF Toyota, Японія          | Килим (i)  | Варатчая Вонгтінчай | Ешлі Барті Кейсі Деллаква             | 1–6, 2–6            |
| Поразка   | 11.  | 25 березня 2013   | 25,000   | ITF Бандаберг, Австралія    | Ґрунт      | Варатчая Вонгтінчай | Чан Су Джон Lee So-ra                 | 6–7(4), 6–4, [8–10] |
| Перемога  | 13.  | 22 квітня 2013    | 50,000   | ITF Веньшань, КНР           | Тверде     | Варатчая Вонгтінчай | Фудзівара Ріка Намігата Дзюнрі        | 7–5, 6–3            |
| Поразка   | 12.  | 20 травня 2013    | 25,000   | ITF Каруїдзава, Японія      | Трава      | Еріка Такао         | Сіхо Акіта Сатіе Ісідзу               | 5–7, 6–7(80)        |
| Поразка   | 13.  | 8 липня 2013      | 75,000   | ITF Пекін, КНР              | Тверде     | Дой Місакі          | Лю Чан Чжоу Імяо                      | 6–7(1), 4–6         |
| Перемога  | 14.  | 9 вересня 2013    | 25,000   | ITF Інчхон, Південна Корея  | Тверде     | Омае Акіко          | Ніча Летпітаксінчай Пеангтарн Пліпич  | 6–4, 6–7(6), [11–9] |
| Поразка   | 14.  | 27 січня 2014     | 50,000   | ITF Берні, Австралія        | Тверде     | Ходзумі Ері         | Ярміла Вулф Сторм Сендерз             | 4–6, 4–6            |
| Перемога  | 15.  | 17 лютого 2014    | 15,000   | ITF Salisbury, Австралія    | Тверде     | Еґуті Міса          | Чан Су Джон Lee So-ra                 | 6–2, 6–2            |
| Поразка   | 15.  | 1 вересня 2014    | 25,000   | ITF Ното, Японія            | Килим      | Тіхіро Нуноме       | Міябі Іноуе Ріко Саваянагі            | 3–6, 6–7(2)         |
| Перемога  | 16.  | 13 жовтня 2014    | 25,000   | ITF Макінохара, Японія      | Трава      | Татьяна Марія       | Ніномія Макото Танака Марі            | 6–3, 6–1            |
| Перемога  | 17.  | 20 жовтня 2014    | 25,000   | ITF Хамамацу, Японія        | Килим      | Татьяна Марія       | Ніномія Макото Танака Марі            | 5–7, 6–2, [10–5]    |
| Поразка   | 16.  | 15 грудня 2014    | 25,000   | ITF Navi Мумбаї, Індія      | Тверде     | Міябі Іноуе         | Десіпна Папаміхаїл Ніна Стоянович     | 6–7(5), 2–6         |
| Перемога  | 18.  | 2 лютого 2015     | 10,000   | ITF Анталія, Туреччина      | Ґрунт      | Айко Йосітомі       | Ванда Лукач Ребека Штольмар           | 6–1, 7–6(4)         |
| Перемога  | 19.  | 7 вересня 2015    | 10,000   | ITF Кіото, Японія           | Тверде (i) | Іноуе Акарі         | Сюй Цзінвень Лі Бейцзі                | 6–3, 6–0            |
| Поразка   | 17.  | 22 серпня 2016    | 25,000   | ITF Цукуба, Японія          | Тверде     | Сіхо Акіта          | Лу Цзяцзін Омае Акіко                 | 3–6, 6–4, [6–10]    |
| Поразка   | 18.  | 29 серпня 2016    | 25,000   | ITF Ното, Японія            | Килим      | Іноуе Акарі         | Фудзівара Ріка Аяка Окуно             | 4–6, 6–1, [6–10]    |
| Перемога  | 20.  | 5 вересня 2016    | 10,000   | ITF Кіото, Японія           | Тверде (i) | Фудзівара Ріка      | Ріса Хасеґава Мідорі Ямамото          | 6–1, 6–2            |